# Entelognathus primordialis
Entelognathus primordialis Zhu et al., 2013 è un pesce estinto, appartenente ai Placodermi. Visse nel Siluriano superiore (Ludloviano circa 419 milioni di anni fa) e i suoi resti fossili sono stati ritrovati in Cina. È considerato il più antico animale noto dotato di ossa delle fauci simili a quelli degli attuali pesci ossei e tetrapodi.

## Descrizione
Questo animale è noto per una metà anteriore di un individuo con la testa e l'armatura del tronco conservate in tre dimensioni. L'olotipo misura circa 11 centimetri, e si suppone che l'esemplare completo, in vita, fosse lungo circa 20 centimetri. Nella forma generale del corpo, Entelognathus assomigliava ai membri primitivi del gruppo degli artrodiri, un gruppo di pesci placodermi dalle attitudini solitamente predatorie. Entelognathus possedeva un pesante corpo corazzato, così come il capo, occhi piccoli posti all'interno di grandi piastre ossee e mascelle sprovviste di denti. È probabile che vi fossero non due, ma quattro aperture nasali.
L'anatomia delle mascelle, tuttavia, richiama quella dei pesci ossei e dei tetrapodi. In particolare, Entelognathus sembra essere il più primitivo tra gli gnatostomi (vertebrati dotati di mascelle) dotati di ossa dermiche marginali delle fauci, ovvero premascella, mascella e dentale (mandibola). La gran parte dei placodermi possedeva invece fauci simili a becchi, costituite da semplici piastre ossee. In sostanza, la configurazione delle mascelle di Entelognathus preannuncia quella che sarà visibile nei pesci ossei e nei tetrapodi (compresi gli esseri umani).

## Tassonomia
Entelognathus primordialis è stato descritto per la prima volta nel 2013, sulla base dell'olotipo, un esemplare incompleto ma conservato in tre dimensioni rinvenuto nella formazione Kuanti, nella zona di Qujing nello Yunnan (Cina). Entelognathus è chiaramente un rappresentante primitivo dei placodermi: questo grande gruppo di pesci corazzati sono considerati generalmente come i più primitivi fra gli gnatostomi (vertebrati con mascelle), a causa del fatto che le loro fauci non erano formate dalle tipiche ossa di mascella, premascella e mandibola, ma da piastre che formavano una sorta di becco. 
Entelognathus, invece, possedeva una struttura boccale completamente diversa: erano già presenti mascella, premascella e dentale della mandibola, a preannunciare la struttura generale che si ritrova in tutti i pesci ossei e nei vertebrati superiori. Entelognathus non è classificabile facilmente in alcun gruppo noto di placodermi, anche se presenta notevoli somiglianze con il gruppo degli artrodiri. 

## Significato dei fossili
La scoperta di Entelognathus getta nuova luce sull'evoluzione delle mascelle nei primi vertebrati. Oltre agli osteitti (che in senso cladistico comprendono anche i tetrapodi, e quindi anche gli esseri umani), gli altri gnatostomi viventi sono i condritti, il gruppo che comprende squali e razze. Questi animali non possiedono scheletri ossei, ma cartilaginei, e fino a pochi anni fa era convinzione comune che questa condizione rappresentasse lo stadio primitivo tra i vertebrati dotati di mascelle. In altre parole, l'antenato comune di tutti gli gnatostomi era ritenuto simile a uno squalo, privo di armatura e con un cranio in gran parte cartilagineo. Si pensava inoltre che un gruppo estinto di pesci privi di corazza, gli acantodi (vagamente simili a squali spinosi), fosse vicino alla base della radiazione evolutiva degli gnatostomi.
La scoperta dei fossili di Entelognathus ha portato a una riconsiderazione di questa ipotesi. Entelognathus è a tutti gli effetti un placoderma con caratteristiche precedentemente ritenute esclusive dei pesci ossei. La sua anatomia, inoltre, richiama sia quella dei placodermi che quella degli osteitti e dei condritti. Le implicazioni di questa scoperta sono evidenti: l'ultimo antenato comune di tutti i vertebrati dotati di mascelle, inclusi gli esseri umani, era un placoderma corazzato. Gli osteitti, quindi, non acquisirono uno scheletro osseo indipendentemente, ma lo ereditarono dai loro antenati placodermi; condritti e acantodi, invece, sono probabilmente un singolo lignaggio parallelo agli osteitti, che progressivamente ridusse la presenza ossea nei loro scheletri.
Entelognathus, in ogni caso, non fu il diretto antenato degli gnatostomi moderni, in quanto visse insieme ad altri pesci già più evoluti di lui, come Guiyu. Frammenti isolati indicano che osteitti e condritti potrebbero risalire al Siluriano inferiore o addirittura all'Ordoviciano. In ogni caso, Entelognathus rappresenta un grado precedentemente sconosciuto di animale la cui anatomia si avvicina moltissimo a quella dell'antenato comune di tutti gli gnatostomi moderni.